# دست به دست
دست به دست رمانی است از ویکتور آلبا، نویسندهٔ اهل اسپانیا است. این کتاب توسط احمد شاملو به فارسی برگردانده شده است.